# Дорожньо-транспортна пригода
Доро́жньо-тра́нспортна пригода (ДТП) — подія, що сталася під час руху транспортного засобу, внаслідок якої загинули (автокатастрофа) або поранені люди чи завдані матеріальні збитки.

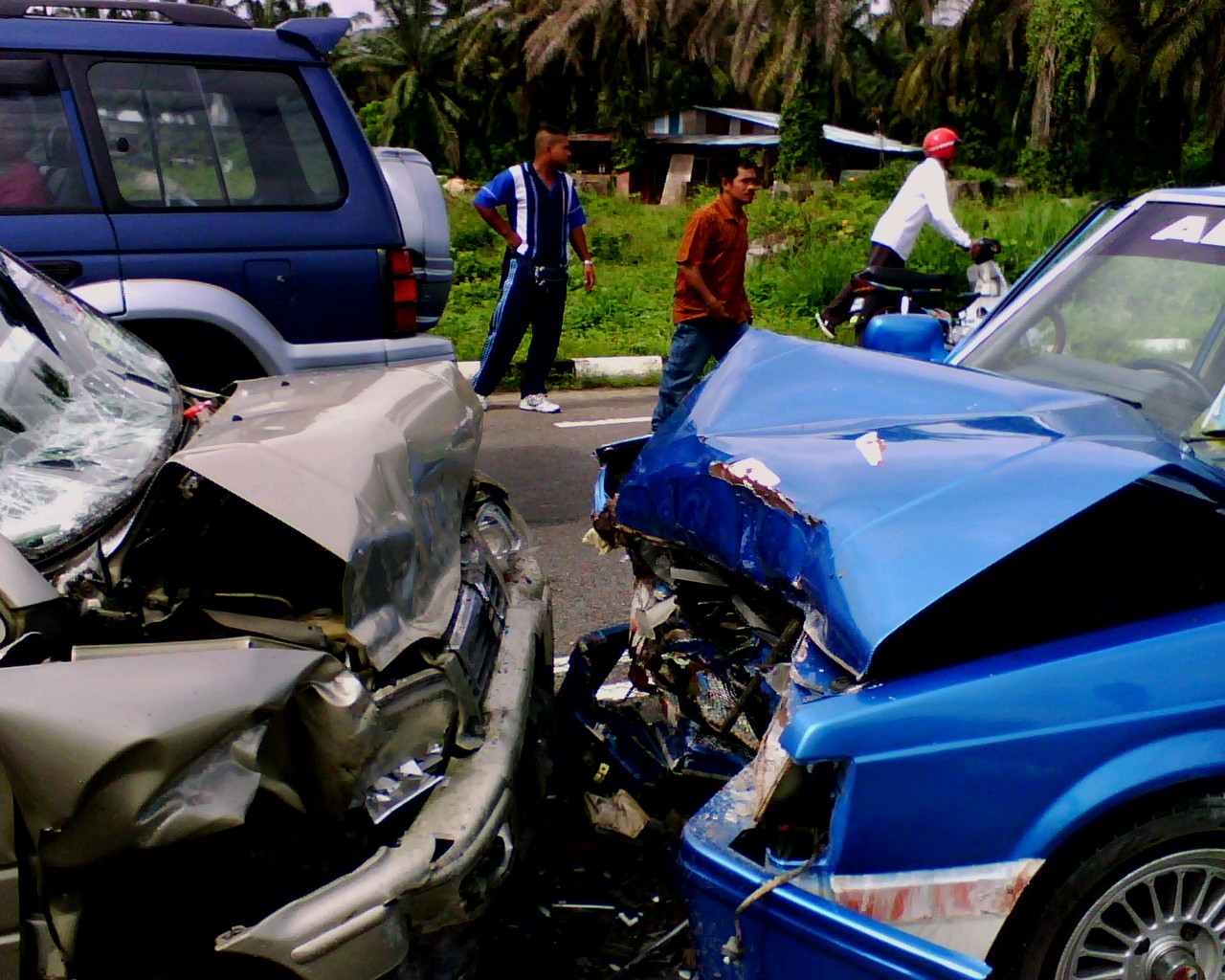
Автомобільна катастрофа

Дорожньо-транспортна пригода розглядається як найважча відмова системи «людина-автомобіль-середовище». Система «людина-автомобіль-середовище» це складна система в сенсі взаємодії технічних, біологічних чинників та проявів інтелектуальних якостей людини.
Управління в системі «людина-автомобіль-середовище» стає більш складним. Прийняття правильного рішення під час керування автомобілем, вимагає врахування величезної кількості факторів, обробки значних обсягів інформації. Через збільшення швидкостей руху, час, необхідний для прийняття рішення, неухильно зменшується.
Під час керування автомобілем, що швидко рухається, в мозку людини безперервно будуються різні розумові моделі дорожньої ситуації. Аналізуючи протягом короткого проміжку часу ці моделі, водій, випереджаючи події, приймає те чи інше рішення, наприклад, почати поступове зниження швидкості або негайне гальмування у разі появи на проїзній частині дороги пішохода чи тварини.
Якщо водій, проаналізувавши в динаміці становище яке виникло, вважає, що пішохід і автомобіль не зіткнуться, він не змінює режим руху автомобіля.
Інакше водію доведеться вжити термінових заходів для попередження можливого зіткнення.
Згідно зі статистикою в ДТП гине більше людей, ніж на війнах. Кількість жертв ДТП щорічно перевищує 1,25 млн людей.

Кількість смертельних нівечень на дорогах 2017 року

## Класифікація ДТП
Дорожньо-транспортні події класифікують за видами і за ступенями тяжкості наслідків. Розрізняють 9 видів ДТП:

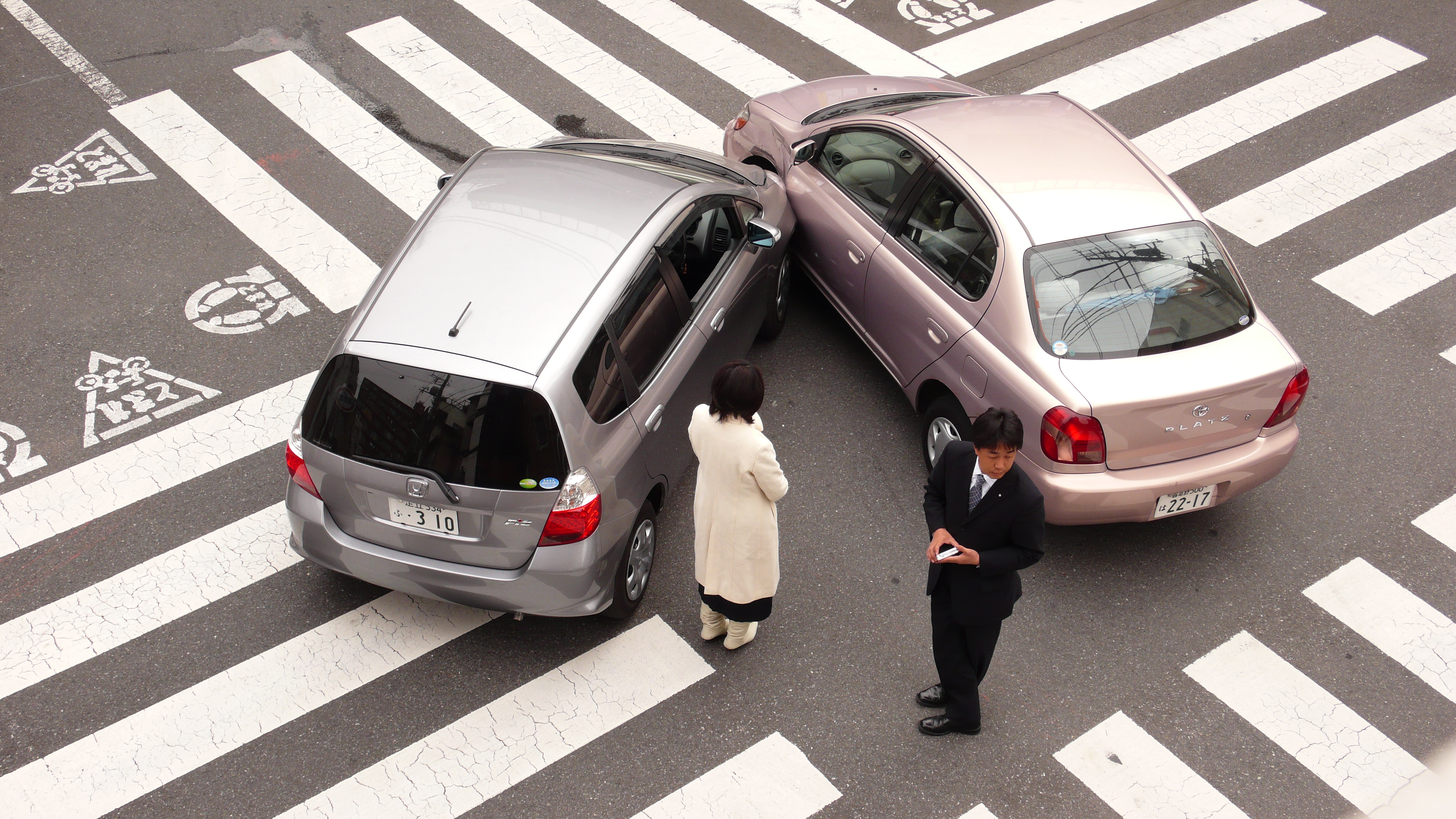
Зіткнення

- зіткнення — подія, при якій рухомі транспортні засоби зіткнулися:
  - між собою
  - з рухомим складом залізниць
  - з транспортним засобом, що раптово зупинився (наприклад, у разі несправності, перед заборонним сигналом світлофора, несподівано виниклою перешкодою тощо)

Зіткнення можуть бути стрічними, попутними і бічними.
- перекидання — подія, при якій рухомий транспортний засіб перекинувся.

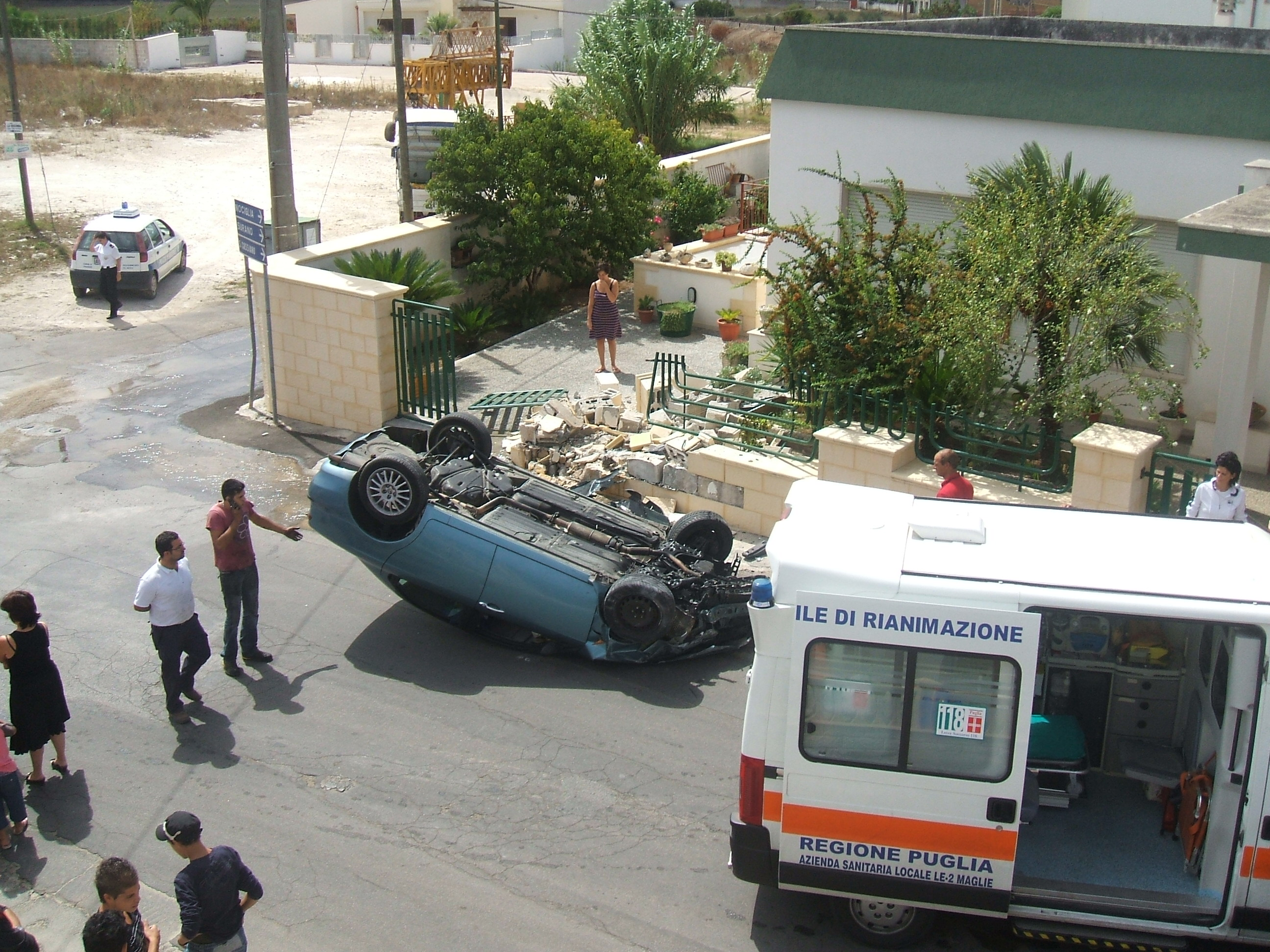
Перекидання

Перекидання відбувається унаслідок: дії несприятливих погодних умов, технічної несправності, недосконалого розміщення або кріплення вантажу, через застосування неправильних способів керування.
- наїзд на перешкоду — подія, при якій рухомий транспортний засіб наїхав або ударився об нерухомий предмет.
- наїзд на пішохода — подія, за якої:
  - рухомий транспортний засіб наїхав на людину
  - людина натрапила на рухомий транспортний засіб
  - людина постраждала від вантажу (або частин транспортного засобу), що перевозиться транспортним засобом, та виступає за габарити транспортного засобу.

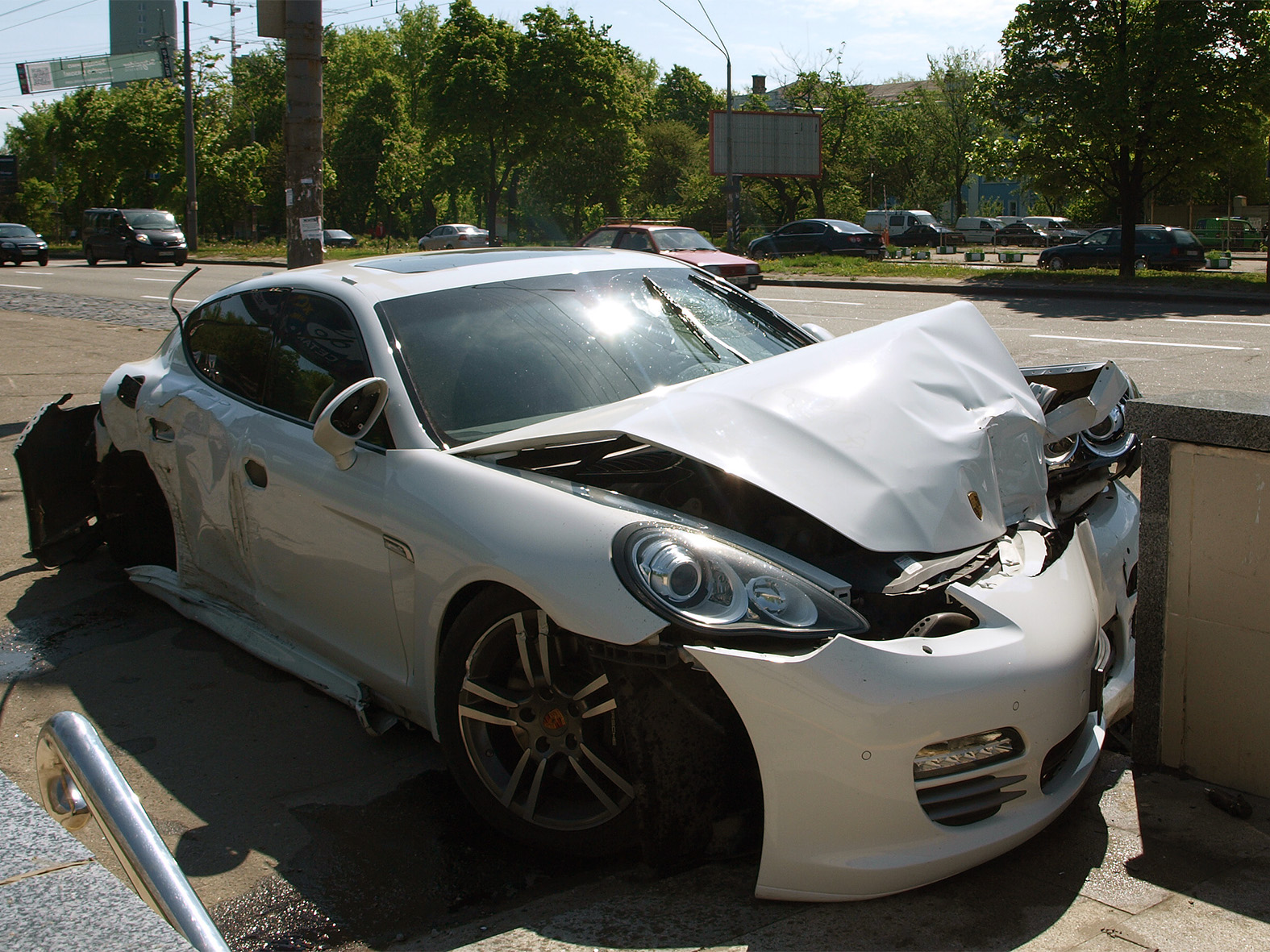
Наїзд на перешкоду

До наїздів на пішохода зараховуються випадки наїзду на людей, що катаються на лижах, санках, ковзанах, самокатах, які переміщаються в інвалідних візках без двигуна, на дітей, котрі катаються на триколісних велосипедах.
- наїзд на велосипедиста — випадок, коли рухомий транспортний засіб наїхав на велосипедиста або він сам натрапив на рухомий транспортний засіб.
- наїзд на тварину — подія, за якої рухомий транспортний засіб наїхав на птахів, диких або домашніх тварин, або самі ці тварини і птахи ударилися об рухомий транспортний засіб, внаслідок чого постраждали люди або причинено матеріальний збиток.
- наїзд на гужовий транспорт — подія, при якій рухомий транспортний засіб наїхав на упряжених тварин або гужові вози, або самі ці упряжені тварини або гужові вози ударилися об рухомий транспортний засіб.
- наїзд на транспортний засіб, що стоїть — подія, при якій один рухомий транспортний засіб наїхав на інший транспортний засіб або на причіп який стоїть.
- інші події:
  - падіння вантажу, що перевозиться, або відкинутого колесом предмету на людину, тварину або інший транспортний засіб.
  - наїзди на перешкоду (вантаж, що впав, колесо, що відвалилося тощо), що раптово з'явилася.
  - наїзди на осіб, що не є учасниками дорожнього руху.
  - падіння пасажирів з рухомого транспортного засобу або усередині нього унаслідок різкого гальмування, прискорення або зміни напряму руху.
  - та інше.

Залежно від ступеня тяжкості наслідків ДТП діляться на ті, що призвели:
- матеріальний збиток
- легкі тілесні ушкодження
- тілесні ушкодження середнього ступеня важкості та важкі
- смерть потерпілого
- особливо важкі наслідки (загинуло 4 і більш або поранено 15 і більш людей).

## Вплив на здоров'я

### Психологічний

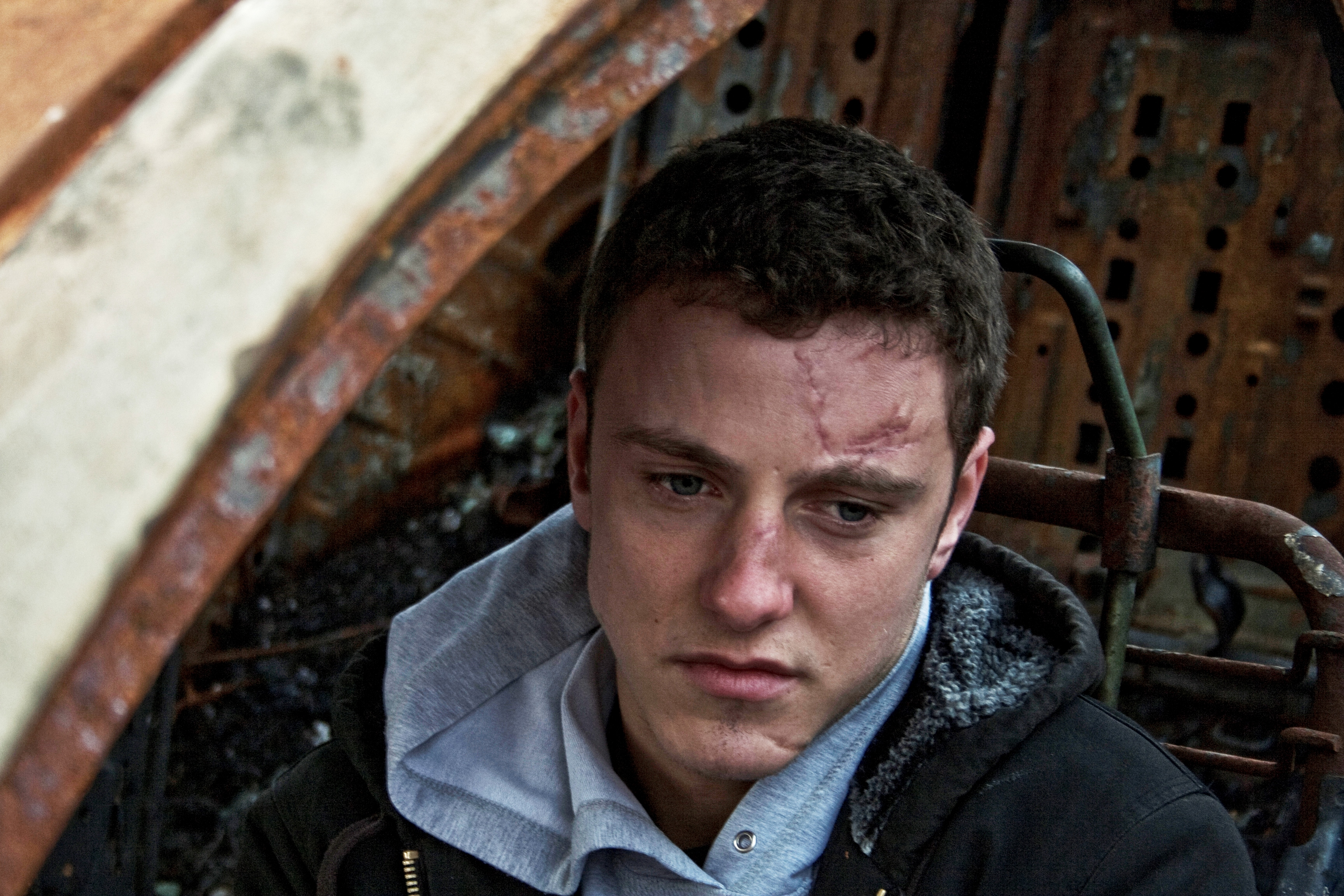
Людина з видимими шрамами на обличчі внаслідок зіткнення автомобіля

Після зіткнень може виникнути тривала психологічна травма. Ці проблеми можуть призвести до того, що ті, хто потрапив в аварію, будуть боятися знову їхати. В деяких випадках, психологічна травма може вплинути на життя людей, може викликати труднощі під час руху на роботу, до школи або вплинути на виконання сімейних обов'язків.

### Фізичний
Низка фізичних ушкоджень зазвичай, може бути підсумком удару тупим предметом, викликаним зіткненням — від синців і забоїв до надзвичайних фізичних наслідків (наприклад, паралічу) або смерті.

## Вплив на економіку
Дорожньо-транспортний травматизм завдає збитків не лише учасникам дорожьо-транспортної пригоди, а й економіці держави у цілому. У цивілізованих країнах регулярно обраховують розмір цих збитків. За даними міжнародних експертів Україна втрачає до 2,5% ВВП внаслідок аварій на дорогах. Дослідження проведене в рамках Національної програми Traffic Challenge вперше оцінило вартість життя українців та порахувало сукупні економічні збитки України від ДТП.  Це означає, що за ризиковану поведінку, що призвела до травмування або загибелі людей, платять усі платники податків країни і що превентивна робота з протидії аварійності на дорогах вигідна кожному мешканцю країни особисто.    

## Причини
Дослідження, проведене 1985 року К. Румаром з використанням британських та американських звітів про зіткнення як даних, показало, що: 57 % аварій були викликані суто чинниками водія, 27 % — сукупними факторами дороги і водія, 6 % — сукупними чинниками транспортного засобу і водія, 3 % винятково факторами дороги, 3 % — сукупними показниками дороги, водія і транспортних засобів, 2 % суто факторами транспортного засобу і 1 % сукупними чинниками дороги і транспортного засобу. Зниження наслідків нівечень в аваріях, є більш важливим, ніж зменшення захворюваності, а розмежування захворюваності за широкими категоріями причин, вводить в оману щодо зменшення серйозних ушкоджень. Видозміни транспортних засобів і доріг, як правило, більш дієві, ніж спроби змінити поведінку, за винятком певних законів, таких як обов'язкове використання пасків безпеки, мотоциклетних шоломів і поступове ліцензування підлітків.

### Людські чинники
Людські фактори під час зіткнень транспортних засобів, перелічують все, що пов'язано з водіями та іншими учасниками дорожнього руху, які можуть сприяти зіткненням. Прикладами можуть служити: поведінка водія, гострота зору і слуху, здатність ухвалювати рішення і швидкість реакції.
Звіт 1985 року, заснований на британських і американських даних про ДТП, виявив, що помилка водія, отруєння та інші людські фактори, повністю або частково сприяють приблизно 93 % ДТП.
Водії, відвернені мобільними пристроями, мали майже в чотири рази більший ризик розбити власні автомобілі, ніж ті, хто цього не робив. Набір номера телефону є найнебезпечнішим чинником, збільшуючи ймовірність водію врізатися,  в 12 разів — далі йде читання або писання, що збільшує ризик в 10 разів.
Опитування британських власників автомобілів, проведене RAC, показало, що 78 % з них визнавали себе досконалими водіями, і більшість вважала, ніби вони краще за інших шоферів, що говорить про надмірну впевненість у своїх силах. Майже всі водії, які потрапили в ДТП, не визнавали себе винними. Одне опитування водіїв, показало — що вони вважають ключовими складовими доброго водіння:  
- керування автомобілем, в тому числі повне розуміння розміру і можливостей автомобіля;
- читання ситуації і реагування на дорожні умови, погоду, дорожні знаки і довкілля;
- настороженість, розрахунок і очікування на поведінку інших водіїв.

Хоча володіння цими навичками викладається і перевіряється в межах іспиту з водіння, «гарний» водій все ще може піддаватися ризику аварій, через те що:
… відчуття впевненості в більш складних становищах, сприймається як свідчення водійських здібностей, і ця «перевірена» здатність підсилює відчуття впевненості. Впевненість підживлює себе і стає непередбаченою до тих пір, поки щось не трапиться — випадковий промах або аварія. 
Дослідження AXA показало, що ірландські водії дуже піклуються про безпеку порівняно з іншими європейськими водіями. Тим не менш, це не призводить до значного
зниження рівня аварій в Ірландії.

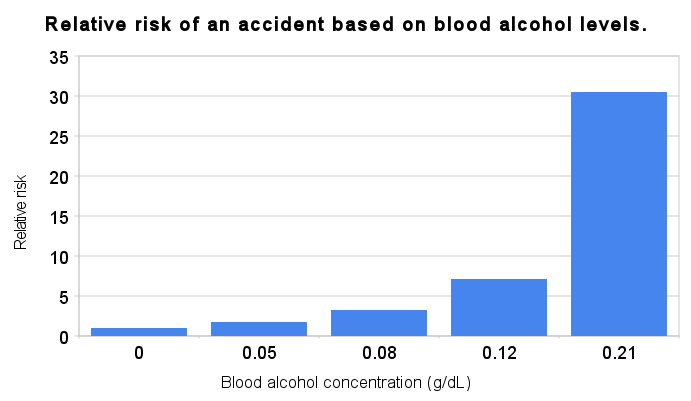
Відносний ризик зіткнень на основі рівня алкоголю в крові

Супровідними змінами в дорожньому господарстві, стало повсюдне прийняття правил дорожнього руху поряд з політикою правоохоронних органів, яка охоплювала закони про водіння в нетверезому стані, встановлення обмежень швидкості і системи контролю швидкості, такі як камери контролю швидкості. Іспити на водіння в деяких країнах були розширені щодо перевірки поведінки нового водія в надзвичайних подіях і їх сприйняття небезпеки.
Існують демографічні відмінності в показниках аварійності. Наприклад, хоча молоді люди, як правило, мають добрий час реакції, в зіткненнях непропорційно більше молодих водіїв-чоловіків, а дослідники зауважують, що багато з них виявляють таку поведінку і ставлення до ризику, що може поставити їх в більш небезпечне становище, ніж інших учасників дорожнього руху. Це враховується актуаріями, коли вони встановлюють страхові тарифи для різних вікових груп, частково виходячи з їхнього віку, статі та вибору транспортного засобу. Можна було очікувати, що літні водії з повільнішою реакцією братимуть участь в більшій кількості зіткнень, але це не так, оскільки вони, як правило, їздять менше і, мабуть, обережніше. Спроби нав'язати політику дорожнього руху можуть бути ускладнені місцевими обставинами та поведінкою водіїв. 1969 року Лемінґ попереджував, що слід дотримуватися рівноваги у спробах «підвищення» безпеки дорожнього руху.
І навпаки, місце, яке не виглядає небезпечним, може мати високу частоту аварій. Почасти це відбувається тому, що якщо водії сприймають якесь місце як небезпечне, вони виявляють більшу обережність.  Зіткнення можуть бути більш ймовірними, коли небезпечні дорожні або транспортні умови неочевидні з першого погляду, або коли умови занадто складні, щоби певна людина в машині сприймала та реагувала у доступний час та зважаючи на відстань. Висока частота аварій не свідчить про високий ризик нівечень. Збитки часто зустрічаються на відрізках великої перевантаженості транспортними засобами, але смертельні зіткнення трапляються непропорційно на сільських дорогах вночі, коли рух відносно невеликий.
Це явище спостерігалося в дослідженнях обмеження ризику, коли передбачувані скорочення зіткнень не відбулися після законодавчих чи технічних змін. В одному з досліджень було встановлено, що введення вдосконалених гальм призвело до більш брутального руху.

#### Швидкість руху автомобіля
Федеральне управління автомобільних доріг США, провело огляд досліджень швидкості руху 1998 року. У висновку сказано:
- Докази показують, що ризик аварії збільшується як для транспортних засобів, які рухаються повільніше, ніж середня швидкість, так і для тих, хто подорожує вище середньої швидкості.

- Ризик отримати травму, експоненціально зростає зі швидкістю набагато більшою, за середню швидкість.

- Важкість / летальність аварії залежить від зміни швидкості руху автомобіля під час зіткнення.

- Існують обмежені підтвердження того, що нижчі обмеження швидкості, призводять до зниження швидкості в межах загальної системи.

- Більшість зіткнень, що стосуються швидкості, пов'язано зі швидкістю занадто великою для певних умов.

- Потрібні додаткові дослідження для визначення ефективності уповільнення руху.

#### Забезпечена чітка відстань попереду
Поширена причина зіткнень, це швидке водіння, яке не дозволяє зупинитися в полі зору попереднього транспортного засобу. Така практика є незаконною і особливо відповідальна за збільшення кількості загиблих людей у нічний час — коли це відбувається найбільше.

#### Порушення водія
Порушення водія, це чинники які заважають водієві керувати автомобілем на нормальному рівні вміння. Поширені порушення охоплюють:

##### Алкоголь
Згідно з даними уряду Канади, у звітах коронерів з 2008 року випливало, що майже 40 % смертельно поранених водіїв вживали деяку кількість алкоголю перед зіткненням.

##### Фізичні порушення
Поганий зір та / або фізичні вади — в багатьох країнах встановлюються прості випробування зору, та / або вимагаються відповідні модифікації транспортного засобу, перш ніж їм дозволять керувати автомобілем.

##### Молодь
Страхова статистика показує помітно більшу частоту зіткнень та смертельних випадків, серед водіїв у підлітковому віці або тих хто не досяг двадцяти років, до того-ж ці дані, підтверджують страхові ставки. Ці водії мають найвищу частоту зіткнень і загиблих серед усіх вікових груп керманичів — факт, який спостерігався задовго до появи мобільних телефонів.
Жінки цієї вікової групи виявляють дещо менші показники зіткнень та летальності, ніж чоловіки, але все ж їх кількість значно вище середнього рівня серед усіх водіїв будь-якого віку.
Також у цій віковій групі найвищий показник частоти зіткнень, спостерігається протягом першого року після отримання водійських прав. З цієї причини, наприклад, багато штатів США прийняли політику нульової терпимості, згідно якої здійснення порушення протягом перших шести місяців після отримання прав водія, призводить до негайного припинення ліцензії. Жоден штат США, більше не дозволяє чотирнадцятирічним дітям отримувати посвідчення водіїв.

##### Похилий вік
Похилий вік. У деяких країнах вимагають повторної перевірки водіїв на швидкість реакції та зір після певного віку.

##### Позбавлення сну

Графік, що окреслює залежність між кількістю годин водіння та відсотком зіткнень комерційних вантажних автомобілів, пов'язаних із втомою водія.

Різні чинники, такі як втома чи недосипання, можуть підвищити ризик зіткнення; або кількість годин водіння, може збільшити ймовірність ДТП.
Сон за кермом (розповідь очевидця, українського водія — заробітчанина)
 Їду польською трасою — везу товари на вантажному мікроавтобусі Мерседес. До цього не спав вже добу, але о 8-й ранку треба бути у Варшаві. Ніч, обабіч шляху (дорога європейська, рух плавний) темний сосновий ліс, інколи п'ю каву… Зненацька дерева в лісі стають кольоровими (синіми, червоними, жовтими) — віддалік на обочині праворуч, бачу декілька невеликих гномів у різнобарвних ковпаках, які сидять біля багаття і щось роблять. Їду далі: вони-ж мені не заважають… Коли вже майже порівнявся з ватагою, один з гномів зненацька підхопився і перевальцем побіг мені напереріз. Я на гальма — оскільки він невисокий, побачив лише ковпак на лобовому склі — удар. Бісова робота! — Я когось збив! Виходжу з машини — бампер і передок цілі, нічого підозріливого нема… Поступово барви зникли, ліс знову став чорним, виявилося що я вже на обочині, тому і трусонуло. Вирішив подрімати з півгодини…
Ще один молодий український мотоцикліст розповідав, що коли заснув за кермом, почав бачити різноманітні кольорові картинки — прокинувся від яскравого світла фар… Виявилося, що він перетнув вже зустрічну смугу і їхав лівою обочиною.

##### Вживання наркотиків
У тому числі деякі ліки, що відпускаються за рецептом, безрецептурні (зокрема антигістамінні препарати, опіоїди і антагоніст мускаринових рецепторів) та нелегальні препарати.

##### Відвернення уваги
Дослідження свідчать, що на увагу водія впливають побічні звуки, такі як розмови та керування смартфоном під час руху. Зараз (2018) багато країн обмежують або забороняють використання деяких типів телефонів в автомобілі.
Останні дослідження, проведені британськими вченими, свідчать, що музика також може мати вплив; класична музика вважається заспокійливою, але все-таки може занадто розслабити водія до стану надмірного заспокоєння. З іншого боку, важкий рок може спонукати водія натискати на педаль прискорення, та створювати тим самим потенційно небезпечне становище на дорозі.
Використання мобільних телефонів стає все більш значною проблемою на дорогах, особливо коли Національна рада безпеки США підготувала понад 30 досліджень, в яких говорилося про те, що використання гучного зв'язку, не є більш безпечним варіантом, оскільки мозок залишається відверненим на розмову і не може зосередитися суто на завданні водіння.

##### Намір
Деякі дорожні пригоди, спричинені навмисно водієм. Наприклад, зіткнення може скоїти водій, який має намір покінчити життя самогубством. Аварії можуть бути також, навмисно спричинені людьми, які сподіваються подати страховий позов проти іншого водія, або можуть бути налаштовані для такої мети, як страхове шахрайство. Автомобільні транспортні засоби також, можуть брати участь у зіткненнях, як частина навмисних зусиль щодо спричинення шкоди іншим людям, наприклад, внаслідок зіткнення з автомобілем.

##### Поєднання чинників
Кілька умов можуть скластись, щоб створити набагато гіршу подію, наприклад: Поєднання низьких доз алкоголю та канабісу має більш серйозний вплив на якість водіння, ніж або канабіс, чи алкоголь окремо.
Приймання рекомендованих доз декількох препаратів разом, які окремо не викликають порушень, може поєднуватися із сонливістю чи іншими ускладненнями. Це може бути більш вираженим у літньої людини, у якої дія нирок є менш ефективною, ніж у молодшої людини. Таким чином, трапляються події, коли людина може постраждати, але все-таки за законом, їй дозволено керувати автомобілем і це стає потенційною небезпекою для неї та інших учасників дорожнього руху. Пішоходи чи велосипедисти, піддані таким же наслідкам, можуть подібним чином, поставити під загрозу себе чи інших людей, коли вони в дорозі.

### Проєктування доріг
Основні статті: Інженерія автомобільних доріг та Безпека дорожнього руху
Дослідження в США 1985 року показало, що близько 34 % серйозних ДТП мали супутні чинники, пов'язані з дорогою або її оточенням. Більшість цих зіткнень також стосувалася людського фактора. Дорожній або екологічний чинники або були відзначені як ті, що вносять значний внесок в обставини аварії, або не давали можливості на
виправлення. У цих обставинах звинувачують саме водія, а не дорогу; ті, хто повідомляє про зіткнення, мають звичку нехтувати людськими чинниками, такими як тонкощі проєктування та технічного обслуговування, які водій міг не спостерігати або недостатньо зрівноважити.
Дослідження визначили, що ретельне проєктування та технічне обслуговування, з добре спроєктованими перехрестями, дорожніми покриттями, пристроями контролю видимості та руху, можуть привести до значного зменшення частоти зіткнень.
Окремі дороги також мають різні характеристики у разі зіткнень. В Європі зараз є випробування EuroRAP, які вказують на те, наскільки «самозрозуміла» та «вибачає все», певна дорога й її узбіччя, у разі великої ДТП.
У Великій Британії, наприклад, дослідження виявили, що інвестиції в інфраструктурну програму дорожньої безпеки, можуть привести до зменшення на ⅓, кількості смертей на дорогах, заощадивши до 6 мільярдів фунтів на рік. Консорціум із 13 основних зацікавлених сторін у галузі безпеки дорожнього руху, утворив Компанію проєктування безпечних доріг, яка закликає уряд Сполученого Королівства зробити проєктування безпечних доріг, національним транспортним пріоритетом.

### Дизайнта обслуговування транспортних засобів
Основна стаття: Автобезпека

#### Паси безпеки
Дослідження показали, що для всіх видів зіткнень менш ймовірно те, що ремені безпеки були одягнені під час зіткнень, пов'язаних зі смертю або серйозними нівеченнями, а не легкими ушкодженнями; використання ременя безпеки знижує ймовірність смерті приблизно на 45 відсотків.
Застосування ременів безпеки є суперечливим, оскільки відомі критики, такі як професор Джон Адамс, припускають, ніби їх використання може призвести до чистого збільшення жертв на дорогах через явище, відоме як компенсація ризику. Однак насправді, спостереження за поведінкою водіїв до і після прийняття законів стосовно пасів безпеки, не підтримує гіпотезу про компенсацію ризику.

#### Технічне обслуговування
Добре сконструйований і доглянутий транспортний засіб, з хорошими гальмами, шинами та добре відрегульованою підвіскою, буде більш керованим під час надзвичайних подій і, таким чином, буде краще пристосований для уникнення зіткнень. Деякі правила обов'язкового огляду транспортних засобів, передбачають випробування на декотрі аспекти технічної спроможності, наприклад, тест МОТ у Великій Британії або  перевірка відповідності TÜV у Німеччині.
Дизайн транспортних засобів, також розвинувся для покращення захисту після зіткнення, як для пасажирів транспортних засобів, так і для осіб поза транспортним засобом. Значну частину цієї роботи, очолили: конкуренція в автомобільній промисловості та технологічні удосконалення, що призвело до впровадження таких заходів, як каркас безпеки Saab та посилені опори даху 1946 року, пакет безпеки 1956 Ford LifeSuard і введення Saab і Volvo стандартних ременів безпеки 1959 року. Ініціативи були пришвидшені як відповідь на тиск споживачів, після публікацій, таких як книжка Ральфа Нейдера 1965 року «Небезпечні на будь-якій швидкості» які звинуватили виробників автомобілів у байдужості до безпеки.
На початку 1970-х British Leyland розпочав інтенсивну програму досліджень безпеки транспортних засобів, підготувавши низку дослідних зразків засобів безпеки, демонструючи різні нововведення для захисту пасажирів та пішоходів, такі як: подушки безпеки, антиблокувальні гальма, бокові панелі, що поглинають удари, передня панель і задні підголівники, шини зі спущеним колесом, гладкі та зминальні передні частини, бампери, що поглинають удари, і висувні фари. На дизайн також, впливало урядове законодавство, наприклад, тест на удар Євро NCAP.

## Поведінка учасника ДТП
Якщо водій є учасником ДТП, потрібно: обов'язково зупинити Т.З. та заспокоїтися. Включити аварійний світловий сигнал і поставити Т.З. на "ручник", заглушити двигун та вийти з Т.З., розмістити знак аварійної зупинки біля місця ДТП. Перевірити чи є постраждалі, викликати швидку допомогу за номером 103. Сфотографувати місце події

## Дорожньо-транспортні пригоди в Україні

Огороджене місце ДТП на вул. Генерала Алмазова, Київ, серпень 2019

Статистика ДТП в Україні:
- 2006—195,640▲ ДТП (49,491▲ — з постраждалими), 60,018▲ — травмованих, 7,592▲ — загиблих.
- 2007—278,837▲ ДТП (63,554▲ — з постраждалими), 78,528▲ — травмованих, 9,574▲ — загиблих.
- 2008—312,751▲ ДТП (51,279▼ — з постраждалими), 63,254▼ — травмованих, 7,718▼ — загиблих.
- 2009—229,885▼ ДТП (37,049▼ — з постраждалими), 45,675▼ — травмованих, 5,348▼ — загиблих.
- 2010—204,242▼ ДТП (31,914▼ — з постраждалими), 38,975▼ — травмованих, 4,875▼ — загиблих.
- 2011—186,225▼ ДТП (31,281▼ — з постраждалими), 38,178▼ — травмованих, 4,908▲ — загиблих.
- 2012—196,410▲ ДТП (30,699▼ — з постраждалими), 37,519▼ — травмованих, 5,531▲ — загиблих.
- 2013—191,010▼ ДТП (30,681▼ — з постраждалими), 37,521▲ — травмованих, 4,833▼ — загиблих.
- 2014—153,217▼ ДТП (26,194▼ — з постраждалими), 32,395▼ — травмованих, 4,483▼ — загиблих.
- 2015—134,193▼ ДТП (25,365▼ — з постраждалими), 31,467▼ — травмованих, 3,970▼ — загиблих.
- 2016—158,776▲ ДТП{ (26,782▲ — з постраждалими), 33,613▼ — травмованих, 3,410▼ — загиблих.
- 2017—162,562▲ ДТП (27,220▲ — з постраждалими), 34,667▲ — травмованих, 3,432▲ — загиблих.
- 2018—150,120▼ ДТП (24,294▼ — з постраждалими), 30,884▼ — травмованих, 3,350▼ — загиблих.
- 2019—160,675▲ ДТП (26,052▲ — з постраждалими), 32,736▲ — травмованих, 3,454▲ — загиблих.
- 2020—168,107▲ ДТП (26,140▲ — з постраждалими), 31,974▼ — травмованих, 3,541▲ — загиблих. [Архівовано 27 вересня 2021 у Wayback Machine.]

У 2022 внаслідок ДТП загинуло 2791 особа, в т.ч. 125 дітей, 618 жінок, 2048 чоловіків. З причини перевищення швидкості руху загинуло 1633 особи (59%).
19 743 ДТП із загиблими та/або травмованими сталося в Україні за 10 місяців 2023 року. 2 492 людини загинули внаслідок цих ДТП, а ще 24 774 — отримали травми.

## Всесвітній день пам'яті жертв дорожньо-транспортних пригод
У 2005 році Генеральна асамблея ООН оголосила третій тиждень листопада Всесвітнім днем пам'яті жертв дорожньо-транспортних пригод.